# Acanthopsylla woodwardi
Acanthopsylla woodwardi  (лат.) — вид блох из семейства Pygiopsyllidae. Эндемик Австралии, описанный английским банкиром и энтомологом Чарлзом Ротшильдом. Назван в честь Б. Х. Вудварда (B. H. Woodward), собравшего первый типовой экземпляр этого таксона в г. Перт.

## Описание
Встречаются на юго-западе Западной Австралии. Относительно крупные блохи, длина тела около 4 мм. Эктопаразиты сумчатых млекопитающих.
Список хозяев включает Тонкохвостого кускуса (Cercartetus concinnus Gould, 1845) из семейства Карликовые кускусы (Burramyidae) и Чернохвостую сумчатую куницу (Dasyurus geoffroii Gould, 1841) из семейства Хищные сумчатые (Dasyuridae).